# Rabenberg (Calvörde)
Der Rabenberg ist mit 145,9 m ü. NHN die höchste Erhebung der Calvörder Berge. Er liegt in den Gemeindegebieten von Bülstringen und Calvörde im sachsen-anhaltischen Landkreis Börde.

## Geographie

### Lage
Der Rabenberg liegt im Süden der Calvörder Berge im Calvörder Forst. Er befindet sich auf der nordwestlichen Grenze des Gemeindegebiets von Bülstringen zum westlich davon gelegenen Südteil des Gemeindegebiets von Calvörde zwischen Wieglitz (zu Bülstringen) im Ostnordosten und Flechtingen-Bahnhof (zur Gemeinde Flechtingen) im Westen. Südsüdöstlich liegt der Mittelberg (145,5 m) und nordnordwestlich der Cloridenberg (124,6 m). Östlich verläuft die Landesstraße 24 (Calvörde–Wieglitz–Bülstringen) und westlich die L 25 (Calvörde–Flechtingen-Bahnhof–Flechtingen) und die Bahnstrecke Wolfsburg–Magdeburg. Nördlich erstreckt sich das weitläufige Waldgebiet Grieps.

### Naturräumliche Zuordnung
Der Rabenberg gehört in der naturräumlichen Haupteinheitengruppe Weser-Aller-Flachland (Nr. 62), in der Haupteinheit Ostbraunschweigisches Flachland (624) und in der Untereinheit Obisfelder-Calvörder Endmoränenplatten (624.5) zum Naturraum Calvörder Hügelland (624.53).

## Beschreibung und Geschichte
Im Bereich des Rabenbergs liegt der Calvörder Forst mit Kiefernwald. Unweit des Berges sind heute noch Grenzsteine zu finden, die Zeugnis aus der Zeit sind, als Calvörde zum Freistaat Braunschweig gehörte. Nördlich, etwa in Richtung des Cloridenbergs, befindet sich der fast ausgetrocknete Bach Klare Grete. Unweit davon lag einst das heute wüste Dorf Käsdorf. Auf dem Rabenberg stand früher der Vorgänger des Calvörder Feuerwachturms, der heute auf dem nahen Mittelberg steht.